# بایو گوولا (لوئیزیانا)
بایو گوولا (به انگلیسی: Bayou Goula) شهری در ایالت لوئیزیانا کشور ایالات متحده آمریکا است که جمعیت آن در سرشماری سال ۲۰۱۰ میلادی، ۶۱۲ نفر بوده‌است.